# 탁광무
탁광무(卓光茂)는 고려의 문신, 정치인이다. 본관은 광산(光山). 자는 겸부(謙夫), 호는 경렴정(景濂亭), 시호는 문정(文正)이다. 높은 관직에 발탁되어 간의대부(諫議大夫) 등을 역임하였다.

## 생애
평장사 탁영(卓英)의 손자이며, 집현전대제학(提學)을 지낸 탁문신(卓文信)의 아들이다.
1331년(고려 충혜왕 1년) 국자감시(國子監試)에 급제하였다.
1340년(충혜왕) 문과에 급제하여 사의대부(司議大夫)가 되었다.
1365년(공민왕 14) 내서사인(內書舍人)이 되었다.
1366년 좌사의대부(左司議大夫)에 제수되었고, 뒤에 우사의대부로 임명되었다. 우사의대부로 있을 때 신돈의 심복인 홍영통(洪永通)이 별군을 시켜 좌사의대부 신덕린(申德隣)과 헌납 박진록(朴晉祿) 등의 간관을 구타하는 사건이 일어났다. 그는 홍영통(洪永通)을 폐하여 서인(庶人)으로 삼고 가산을 적몰하도록 탄핵하였으나, 오히려 신돈의 모함을 받아 파직되었다.
그 뒤 사면되어 중정우사간대부 진현관제학 지제교(中正右司諫大夫進賢館提學知製敎)와 예의판서(禮儀判書)에 이르렀으며 문명이 높았다. 후에 벼슬을 그만두고 향리로 돌아와 광주(光州)에 은거하였다.
이제현(李齊賢)·정몽주(鄭夢周)·이숭인(李崇仁) 등과 교유하였다.
겸부(謙夫) 탁광무(卓光茂)는 광주(光州) 별장에 못을 파서 연꽃을 심고, 못 가운데에 흙을 쌓아 작은 섬을 만들어 그 위에 정자를 짓고 날마다 오르는 것으로 즐거움을 삼았다. 익재(益齋) 이제현(李齊賢)이 그 정자를 경렴(景濂)이라고 이름하였는데, 이는 대개 염계(濂溪) 주돈이(周敦頤)의 호의 연꽃을 사랑하는 뜻을 취하여 그를 경앙(景仰)하고 사모하고자 한 것이다.

## 저서
저서로는 《경렴정집(景濂亭集)》이 있다. 권두에 경렴선생애연도(景濂先生愛蓮圖)·죽정선생탄금도(竹亭先生彈琴圖)·산도(山圖), 경서정미갑계도후(敬書丁未甲稧圖後) 2편, 경제탁씨가장(敬題卓氏家藏) 1편이 있고, 권1에 시 24수, 부록으로 원운(原韻) 31수, 권2는 고적(古蹟)·축문·선세묘갈문(先世墓碣文)·신도비명·상량문 각 1편, 봉안문 2편, 향사축문 1편이 있고, 권3·4는 탁신(卓愼)의 문집인 『죽정집(竹亭集)』으로 시 52수, 부록으로 제현(諸賢)들의 시 44수, 죽정고적(竹亭古蹟)·축문·정미갑계(丁未甲稧)·광산세고구서(光山世稿舊序) 각 1편, 권5는 탁중(卓中)의 문집인 『죽림정집(竹林亭集)』으로 시 24수, 광산탁씨세계 1편 등으로 구성되어 있다. 국립중앙도서관과 규장각 도서에 있다.

## 상훈과 추모
시호는 문정(文正)이며, 성균관제학과 동지춘추관사에 추증되었다. 경상북도 성주군의 오계사(梧溪祠)에 제향되었다. 안동에 사는 광산 탁씨 후손들이 경상북도 안동시 길안면 구수리에 있는 안동 세덕사(世德祠)에 탁광무와 아들 탁신의 위패를 함께 봉안하여 제향하고 있다.

## 가족 관계
- 할아버지 : 탁영(卓英) - 평장사
  - 아버지 : 탁문신(卓文信) - 집현전대제학
    - 동생 : 탁광손(卓光孫)

  - 장인 : 박지연(朴之衍)
    - 부인 : 문의 박씨(文義朴氏) 박지연(朴之衍)의 딸
      - 아들 : 탁신(卓愼)
      - 사위 : 양이시(楊以時)